# Rotor Biszkek
Rotor Biszkek (kirg. Футбол клубу «Ротор» Бишкек) – kirgiski klub piłkarski, mający siedzibę w stolicy kraju, mieście Biszkek.

## Historia
Chronologia nazw:
- 1994: Rotor Biszkek (ros. «Ротор» Бишкек)

Piłkarski klub Rotor został założony w miejscowości Biszkeku na początku 1994 roku w wyniku fuzji dwóch miejscowych klubów Instrumientalszczik Biszkek i Sielmaszewiec Biszkek. W 1994 zespół debiutował w rozgrywkach Wyższej Ligi Kirgistanu, w której zajął 9.miejsce. W następnym sezonie 1995 najpierw zakończył rundę pierwszą na 6.miejscu w grupie A i potem walczył w grupie spadkowej o utrzymanie w lidze. W grupie spadkowej był pierwszym i w kolejnym sezonie kontynuował występy w Wyższej Lidze. W 1996 uplasował się na 6 pozycji, ale już w następnym sezonie nie przystąpił do rozgrywek i potem został rozwiązany.

## Sukcesy

### Trofea międzynarodowe
Nie uczestniczył w rozgrywkach azjatyckich (stan na 31-12-2015).

### Trofea krajowe
| \| \| Zdobyte trofea w rozgrywkach Kirgistanu (stan na: 31-12-2015) \| |                                                               |      |                  |
| Rozgrywki                                                              | Osiągnięcie                                                   | Razy | Sezon(y)         |
| Mistrzostwo                                                            | I miejsce                                                     | 0    |                  |
| Mistrzostwo                                                            | II miejsce                                                    | 0    |                  |
| Mistrzostwo                                                            | III miejsce                                                   | 0    |                  |
| Mistrzostwo                                                            | 6.miejsce                                                     | 1    | 1996             |
| Puchar                                                                 | zdobywca                                                      | 0    |                  |
| Puchar                                                                 | finalista                                                     | 0    |                  |
| Puchar                                                                 | 1/8 finału                                                    | 3    | 1994, 1995, 1996 |
| II liga                                                                | I miejsce                                                     | ?    |                  |
| II liga                                                                | II miejsce                                                    | ?    |                  |
| II liga                                                                | III miejsce                                                   | ?    |                  |
| Kirgistan                                                              | Zdobyte trofea w rozgrywkach Kirgistanu (stan na: 31-12-2015) |      |                  |